# アンホ爆薬

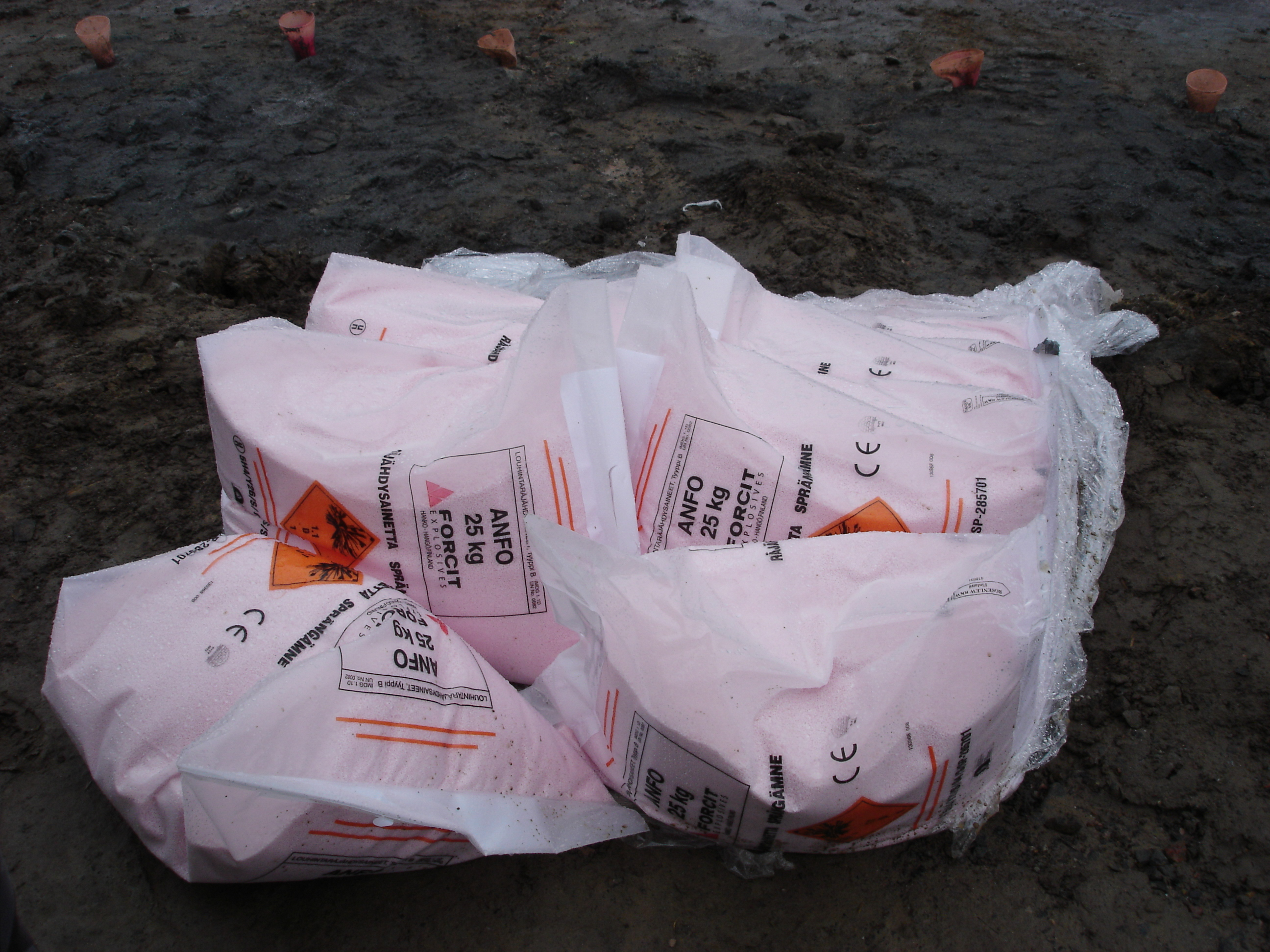
耐水袋入り25 kgの製品

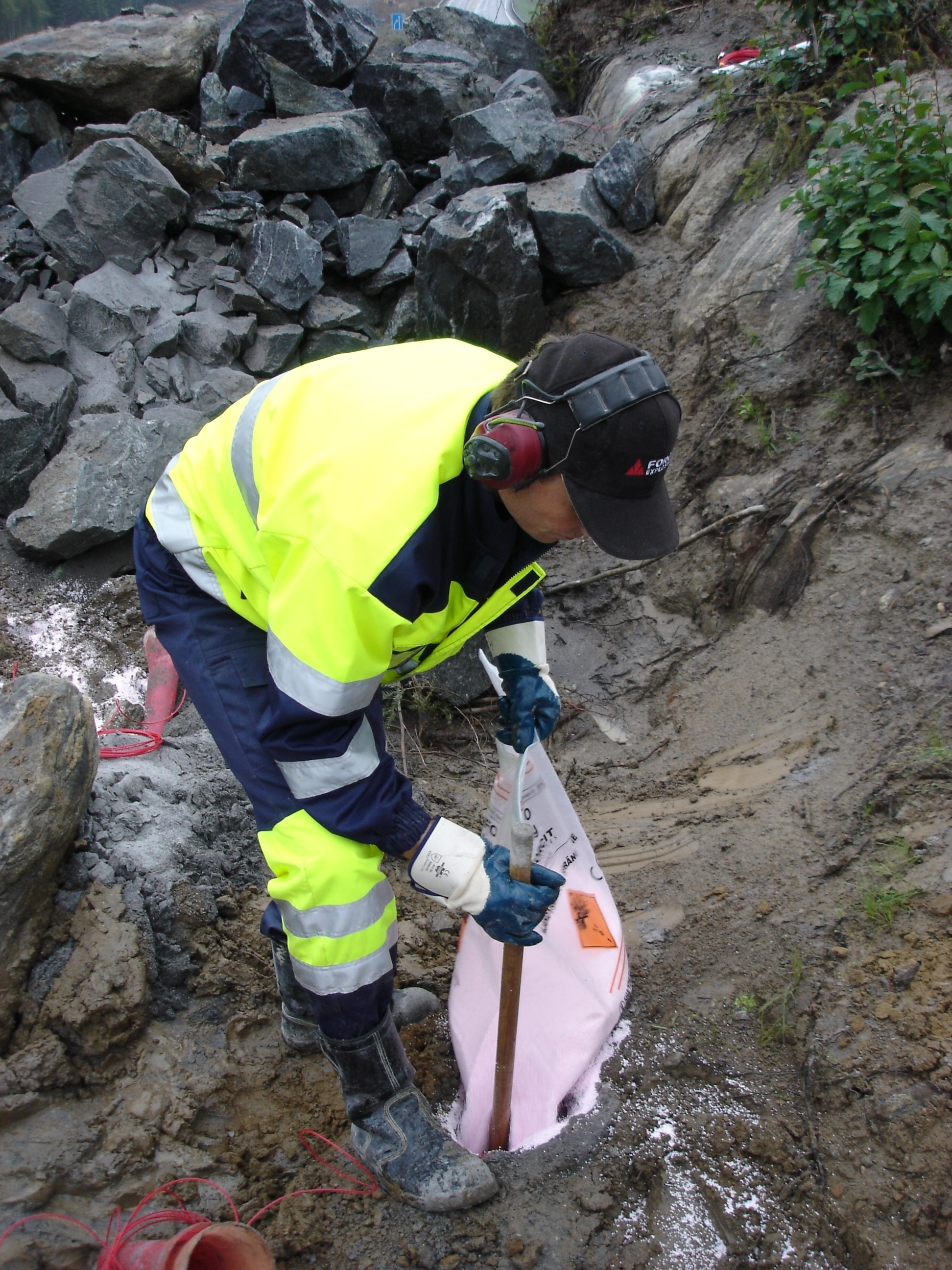
穿孔部にアンホ爆薬を装填しているところ

アンホ爆薬（アンホばくやく、Anmonium Nitrate Fuel Oil explosive : ANFO）は、爆薬の一種。硝安油剤爆薬とも。
火薬学会規格 (VI) によれば、硝酸アンモニウム（硝安）と燃料油（引火点50℃以上）からなり、他の火薬、爆薬、金属粉等を含まない爆薬で工業雷管または電気雷管で起爆しないものをいう。配合例は、硝安94%、燃料油6%。起爆には他の爆薬（ダイナマイト等）を雷管として起爆し伝爆する。発生ガスの量に比して発生熱量が少ないためダイナマイトよりも安全であり、かつ安価なので砕石などの坑外発破に急速に使用を広げた。

## 組成
主成分の硝安は軽油を良く吸収するように多孔質プリル状のものを使用する。これは硝安製造工場で高い塔頂から熱溶融硝安をスプレーし、落下中に冷却して粒体にする。硝安は保存中に空気から湿気を吸い固化する性質があるので有機防結剤を添加するが、法規上0.2%以下と規定されている。有機物があると硝安の爆発性が増し危険なためである。またアンホは雷管では起爆されないことが法規上の絶対条件であるが、ある種の有機防結剤は製品アンホの雷管感度を上げてしまう。

## 歴史
アンホ爆薬が発明されたのは1950年代後半であるが、発明者は不明で、製法の特許も存在しない。ただし当時北米ではロバート・アッカーやメルヴィン・クックが硝安と種々の物質を組み合わせた安価な爆薬の特許を多数取っている。特にクックは硝安と水、鋭感剤といった比較的入手性の高い原料から作られるスラリー爆薬をカナダの鉱山で実用していたこともあり、誰かがディーゼル燃料として入手性の高い軽油と硝安を混ぜてみたのであろう。特許が無いため北米から世界に急速に広まった。日本で製造が始まったのは1964年である。
ダイナマイトより安全かつ安価なので砕石などの坑外発破に急速に使用を広げた。最初は既存のダイナマイト製造者がアンホを製造し、ダイナマイトと同様に一本ずつ包装していた。しかし、それではアンホの利点を利用できないので、発破業界で製造し、袋詰めなどのバルクで発破現場に運搬し、発破孔に注入するようになった。さらに火薬類取締法の改正で移動式製造機の使用が可能になり、肥料硝安と軽油から発破現場で製造するようになったことで、アンホの利点を完全に享受できるようになった。
アンホがダイナマイトと製造量で比肩したのは1973年であり、最近ではダイナマイトの約3倍以上の量が使用されている。地域によってはこれを使った密漁が横行しており、材料がどこでも入手可能なため取締りが困難である。
テロリストが用いる安価な兵器のひとつであり、車爆弾や即席爆発装置と言った攻撃手段の主たる爆薬として用いられる場合も多い。(ノルウェー連続テロ事件など)